# Maria de Luna
Maria de Luna bijgenaamd de Grote (circa 1358 - Villarreal, 20 december 1406) was van 1396 tot aan haar dood koningin van Aragón.

## Levensloop
Maria was een dochter en erfgename van Lope, graaf van Luna en heer van Segorbe, en Brianda de Got, een edelvrouw uit de Provence die verwant was aan paus Clemens V.
Op achtjarige leeftijd werd ze verloofd met Martinus, zoon van koning Peter I van Aragón. Vanaf dan werd Maria opgevoed aan het hof van haar toekomstige schoonmoeder Eleonora van Sicilië. Op 13 juni 1372 vond in Barcelona het huwelijk van Maria en Martinus plaats.
In 1396 volgde Martinus zijn broer Johan I op als koning van Aragón. Omdat hij op dat moment nog in Sicilië verbleef, functioneerde Maria tot in 1397 als regentes van het koninkrijk. 
Ook na de terugkeer van haar echtgenoot bleef ze politiek actief. Ze had heel wat invloed in de politiek en de samenleving en werd beschouwd als een capabelere heerser dan Martinus. Maria bood bovendien financiële steun aan armen, hief belastingen, verwelkomde Joodse en moslimvluchtelingen, probeerde de oorlogen tussen de adellijke clans te beëindigen en schreef brieven aan paus Benedictus XIII om zaken en wetten die ze onrechtvaardig vond te verbieden. Tijdgenoten beschreven haar als wijs, rechtvaardig, genadig, religieus zonder fanatiek te zijn. Ze was tevens geïnteresseerd in muziek en literatuur en niet onder de indruk van pracht en praal.
In december 1406 overleed Maria de Luna aan een beroerte, toen ze op weg was naar Valencia.

## Nakomelingen
Maria en Martinus kregen vier kinderen, van wie er slechts één de kindertijd overleefde:
- Martinus I (1374/1375-1409), koning van Sicilië
- Jacobus (1378)
- Johan (1380)
- Margaretha (1385)